# 吉子女王
吉子女王（日语：／ Yoshiko-joō，1804年10月28日—1893年1月27日）日本江戶時代末期（幕末）至明治時代的皇族出身女性。有栖川宮織仁親王12女。生母為側室安藤清子。水戶藩主德川齊昭正室（御簾中）。幼稱登美宮。院號貞芳院。遵循儒家法則，因此吉子女王逝世後諡號文明夫人。

## 生平
27歳降嫁德川齊昭。育有長男慶篤、七男慶喜、二郎麿（夭折），唯姬（夭折）。
萬延元年（公元1860年），齊昭去世。落飾出家，號貞芳院。  
其前任御台所淨觀院妹妹、公家出身的皇族的特殊身份，使得南紀派对其十分关注。井伊直弼一度很害怕她。 
明治維新後，在江戶向島原水戶藩名下以撫養孫子德川篤敬度過餘生。武家社會習慣上不能與已成為別家養子的孩子共同居住，吉子與慶喜之間多依靠書簡交流。明治十四年（公元1881年），在靜岡會面庆喜，第二年前往熱海溫泉療養的返中再會后二人再無交集。 
明治二十六年（公元1893年）去世，享年88岁。葬于水戶藩墓所瑞龍山（茨城縣）。
骄傲于自己的皇族出身，婚後仍以公家“大垂髮、小袖、袴”的裝扮生活。女中都以「宮樣」來稱呼她。常以幼名「登美」自稱，但齊昭稱呼她為「吉子」。

## 家族
- 父：有栖川宮織仁親王
  - 兄：有栖川宮韶仁親王、梶井宮承真法親王、輪王寺宮舜仁入道親王、知恩院宮尊超入道親王
  - 姊：喬子女王（江戶幕府12代將軍德川家慶正室（御台所））
- 夫：德川齊昭（第9代水戶藩主）
  - 子：德川慶篤（第10代水戶藩主）
  - 子：德川慶喜（一橋家當主、江戶幕府15代將軍）

## 登場作品
影視劇
- 德川慶喜（1998年、NHK大河劇、演：若尾文子）
- 直衝青天（2021年、NHK大河劇、演：原日出子）

## 腳注
1. ↑  根據安政5年（1858年）7月，小人目付發大老·老中宛的上書來看，吉子不僅僅以正室的身份一手掌控著“奧向”（內府）的事務，對藩政的關心程度大大超出了其女眷的身份，甚至對海防事務也頗為關心。 
。
2. ↑  御三家的正室被稱為「御簾中」。